# بوژآباد
بوژ‌آباد ، روستایی از توابع بخش مرکزی شهرستان نیشابور در استان خراسان رضوی ایران است.این روستا دارای مناطق دیدنی همچون قنات بوژاباد ،مزار سرتیغ،دره خارستان و دره گلستان چشمه های مختلف وقبرستان های تاریخی که این روستای پهناور از طرفی به روستاههای دشت و سوقند و از طرفی به روستای حمیداباد واز سمت شمالی به روستای بوژان و همچنین روستای حصار همجوار است و میتوان گفت یکی از پهناور ترین روستاهای نیشابور بلکه ایران است شغل اکثر مردم کشاورزی و دامداری می باشد.لازم به ذکر است به دلیل مشکلات کم ابی در سالهای اخیر در این روستا رواج باغداری کاهش پیدا کرده و مردم به سوی کاشت زعفران روی اوردند ولی محصولات باغی گیلاس البالو الو زرد الو هلو و .... و محصولات زراعی ان گندم جو پنبه و زعفران را میتوان نام برد 

## جمعیت
این روستا در دهستان فضل قرار دارد و بر اساس سرشماری مرکز آمار ایران در سال ۱۳۸۵، جمعیت آن ۶۴۴ نفر (۱۹۷خانوار) بوده‌است.